# Kalkskärs kläpparna
Kalkskärs kläpparna är en ö i Finland.   Den ligger i kommunen Kimitoön i den ekonomiska regionen  Åboland  och landskapet Egentliga Finland, i den södra delen av landet, 160 km väster om huvudstaden Helsingfors. Arean är 0,24 kvadratkilometer.
Terrängen på Kalkskärs kläpparna är mycket platt. Den sträcker sig 0,6 kilometer i nord-sydlig riktning, och 0,6 kilometer i öst-västlig riktning.